# Grabki Małe
Grabki Małe – wieś w Polsce położona w województwie świętokrzyskim, w powiecie buskim, w gminie Gnojno.
| SIMC    | Nazwa   | Rodzaj     |
| ------- | ------- | ---------- |
| 0238227 | Pozdżeń | przysiółek |

W latach 1954–1961 wieś należała i była siedzibą władz gromady Grabki, po jej zniesieniu w gromadzie Raczyce. W latach 1975–1998 miejscowość administracyjnie należała do województwa kieleckiego.

## Historia
W wieku XIX  Grabki Małe, wieś i folwark w kluczu grabeckim dóbr Zofii hrabiny Załuskiej. w powiecie stopnickim, gminie Grabki, parafii Gnojno.
W 1827 r. było tu 16 domów. i 124 mieszkańców.
W latach 1954–1961 siedziba gromady Grabki.